# Винчестерка
Винчестерка (енгл. Winchester rifle), једна од најранијих пушака репетирки, са магацином за 15 метака, произведена у САД. Магацин у облику цеви се налазио испод цеви пушке. Ове пушке настале су усавршавањем ранијих репетирки Хенри. Уз Колт Миротворац, Винчестерка је популарно названа оружјем којим је освојен Дивљи запад.

## Историја

### Хенријева пушка модел 1860
Изум сједињеног метка у металној чахури са ивичним паљењем, који је патентирала 1857. године америчка компанија Смит и Весон  (за своје револвере), омогућио је пушкарима да конструишу прве пушке са магацином за више метака, са механизмом за механичко убацивање метка у цев. Бенџамин Тајлер Хенри (1821-1898), амерички инжињер и пушкар, који је од 1857. био главни инжињер компаније Њу Хејвен Оружје (претеча компаније Винчестер), је у септембру 1860. патентирао пушку Хенри, другу пушку репетирку у САД, шест месеци после прве америчке репетирке, пушке Спенсер. Упоредо са развојем нове пушке, Хенри је развио ефикасну нову муницију у металној чахури са ивичним паљењем, калибра 11,2 mm (0,44 in).
Хенријева пушка била је острагуша са чепним затварачем са ударном иглом, који се повлачио уназад обарањем полуге испод сандука која је уједно служила као штитник обарача, и цевастим магацином са 15 метака испод цеви пушке, који се пружао целом дужином цеви. Магацин је имао спиралну опругу за гурање метака на предњем крају: предњи део магацина могао се притиском на опругу (која се могла гурати напред малом полугом кроз жлеб на доњој страни магацина) ротирати у страну око цеви, отварајући тако магацин за пуњење са предње стране. Повлачење полуге затварача наниже повлачило је чепни затварач уназад, избацивало је празну чахуру, подизало нови метак из магацина на њено место (лифтом који се налазио у сандуку пушке испред магацина) и напињало ороз, а повлачење навише спуштало је лифт у почетни положај (испред магацина на дну сандука), гурало је затварач напред и убацивало је метак у цев, чиме је пушка била спремна за паљбу. Ударац ороза активирао је двокраку ударну иглу у затварачу. Ове пушке користиле су метак калибра 0,44 инча (11,2 мм) са ивичним паљењем.
По избијању Америчког грађанског рата 1861, војска Уније одбила Хенријеву пушку за наоружање војника као сувише скупу и компликовану. Џемс Волф Рипли, председник Комисије за наоружање, је као и већина виших официра САД сматрао пушке каписларе (спредњаче) типа Спрингфилд последњом речју војне технике, мада је до Аустријско-пруског рата 1866. слично становиште преовладавало и у свим европским војскама осим Пруске (која је још 1841. усвојила пуку острагушу Драјзе).

### Хенри-Винчестер модел 1866
Магацин Хенријеве пушке (који се пунио споро и често запушавао прљавштином кроз прорез на доњој страни) усавршио је Нелсон Кинг, који је 1866. наследио Хенрија на месту главног инжињера компаније Њу Хејвен Оружје: Кинг је увео вратанца за пуњење на десној страни сандука пушке, затворена поклопцем са опругом, што је убрзало пуњење и омогућило допуњавање делимично испражњеног магацина, што није било могуће код Хенријеве пушке. Ова модификација повећала је брзину паљбе за 50%, просечно 30 метака у минуту. Модификована пушка пуштена је у продају као Хенри модел 1866, али 30. марта 1867. након свега неколико хиљада произведених пушака, Оливер Винчестер реорганизовао је компанију у Винчестер Репетирајуће Оружје, и од тог тренутка пушке су постале Винчестерке модел 1866.
Винчестерка модел 1866 са оригиналним метком са ивичним паљењем остала је у производњи до 1898, до када је продато око 170.000 комада, знатним делом у Европи.

### Винчестерка модел 1873
Недостатак популарне Винчестерке модел 1866 била је оригинална Хенријева муниција са ивичним паљењем, која је користила слабе бакарне чахуре (како би дно метка лакше било деформисано ударцем ороза или ударне игле). Слаба бакарна чахура могла је да носи ограничено пуњење како не би експлодирала при пуцању, што је ограничавало домет и ударну моћ зрна, а деформисање чахуре након пуцања често је доводило до заглављивања механизма. Други недостатак метака са ивичним паљењем био је тај што се чахуре нису могле поново напунити, за разлику од чахура са централним паљењем и посебном капислом, што је било од значаја за досељенике и војнике у дивљини, који су носили каписле, барут и олово како би на терену сами правили метке пуњењем празних чахура.
Нелсон Кинг решио је проблем конструисањем муниције са централним паљењем (која је од тада постала доминантна свуда у свету) - тзв. Винчестер са Централним Паљењем или ВЦП (енгл. Winchester Center Fire) калибра 0,44 инча/11,2 mm, и модификацијом Винчестерки за коришћење нове муниције. Резултат је била Винчестерка модел 1873, најпознатија од свих, која је уз Колт Миротворац из исте године понела титулу Оружје које је освојило Дивљи запад. Упаривање Колтовог револвера и Винчестеровог карабина олакшано је 1878. када је Колт адаптирао своје револвере да користе исту муницију, метак 44-40 ВЦП. Први број 44 означава 44/100 инча (11,18 mm), а други број 40 означава тежину барутног пуњења у грејнима (1 грам~15 грејна). Остали произвођачи револвера, Ремингтон и Смит и Весон, учинили су исто. Винчестерка модел 1873 остала је у производњи до 1919, до када је произведено око 750.000 комада, укључујући и калибре 0,32 инча ВЦП и 0,38 инча ВЦП.
Фино дотеране Винчестерке продавале су се по цени од 100 долара, у време када су европски произвођачи продавали репетирке са чепним затварачем по петоструко мањој цени.

### Винчестерка модел 1876
Три године касније, Винчестер је произвео тежу, али у основи сличну пушку и карабин: једина стварна разлика између то двоје била је дужина цеви, и чињеница да је цев карабина модел 1876 имала кундак продужен напред и дрвену облогу готово до уста цеви, што је било уобичајено код војничких пушака тог времена. Права војничка пушка, позната под збуњујућим именом Мускета модел 1876 коришћена је веома ефикасно од стране Турака у бици код Плевне.
Винчестерка модел 1876 користила је муницију калибра 0,45 инча-75, сличну оној коју су користиле острагуше Спрингфилд, са зрном од 22,7 г и 4,86 г црног барута, што је производило двоструко већу кинетичку енергију од Модела 1873. Винчестерка модел 1876 био је популаран код оних који су тражили већу зауставну моћ, и производио се у калибрима 0,50 инча-95 Експрес, 0,45 инча-60 ВЦП и 0,40 инча-60 ВЦП. Производња је обустављена 1897, када су пушке на црни барут већином изашле из употребе, али су ове пушке остале популарне међу ловцима на крупну дивљач, међу којима је био и Теодор Рузвелт.

## У Србији и Црној Гори
Током српско-турских ратова 1876-1878, Србија и Црна Гора су заплениле знатан број турских пушака. При томе, основно оружје турске пешадије тог времена биле су пушке Мартини-Хенри, део коњице био је наоружан за оно време модерним пушкама Хенри-Винчестер, док су башибозук и резервисти били  наоружани пушкама Снајдер и старијим каписларама спредњачама.
Тако је српска војска запленила 17.313 пушака, од чега 5.937 мартинки и само 88 винчестерки. По званичном ценовнику Кнежевине Србије од 1. марта 1879, мартинке су вределе 60, винчестерке 72, снајдерке 33, а руске крнке само 25 динара. Пушке домаће производње биле су јефтинијеː по ценовнику од  16. августа 1877. гриноваче су вределе 60 гроша (24 динара), а пибодуше 70 гроша (28 динара). Према томе, једна винчестерка вредела је као 3 пибодуше, које су биле најбројније српске војничке пушке тог времена.